# Jean-Pierre Barda
Jean-Pierre Barda (nascido em 7 de Março de 1965) é um cantor, ator, maquiador e cabeleireiro sueco. Ele é mais conhecido por ser um dos membros fundadores do grupo pop Army of Lovers. Barda imigrou para Israel em 2015.